# Diadelia flavicollis
Diadelia flavicollis là một loài bọ cánh cứng trong họ Cerambycidae.